# José Wilker
José Wilker de Almeida (Juazeiro do Norte, Ceará, 20 de agosto de 1944-Río de Janeiro, 5 de abril de 2014) fue un actor, director y crítico de cine brasileño de cine, teatro y televisión.
Wilker se hizo famoso internacionalmente por su papel protagónico en la telenovela Roque Santeiro (1985) y por el personaje de Vadinho, el marido que regresa de la muerte para atormentar a Sônia Braga en la película Doña Flor y sus dos maridos (1976).

## Biografía
Nació en Juazeiro do Norte y poco tiempo después se trasladó junto a su familia a Recife. Estudió sociología pero abandonó sus estudios para dedicarse a la actuación. Posteriormente se unió al Movimiento Popular de Cultura del Partido Comunista de Recife.
En 1970 obtuvo el premio Molière por su actuación en la obra de teatro O Arquiteto e o Imperador da Assiria. Al año siguiente grabó su primera telenovela, Bandeira 2. La gran popularidad, sin embargo, la obtuvo con Doña Flor y sus dos maridos, la película con Sonia Braga, inspirada en la novela de Jorge Amado que fue, hasta 2010, el filme brasileño más visto en todo el mundo. Participó de otras recordadas películas como Xica da Silva (1976), Bye Bye Brasil (1980) y  O Homem da Capa Preta (1986).
Su carrera también se hacía fuerte en la importante industria brasileña de la telenovela. Roque Santeiro, en 1985, iba a marcar una bisagra en la producción dramática de ese país, otros éxitos fueron Gabriela y entre sus treinta tiras y miniseries figuran títulos como Loco amor, Amazonia, Años Rebeldes, y JK, en la que interpretó al expresidente Juscelino Kubitschek.
Su último trabajo fue en la telenovela de 2013 Amor à Vida, donde interpretó a Herbert Marques. Falleció el 5 de abril de 2014 en Río de Janeiro de un ataque cardíaco. Su fallecimiento fue lamentado por la presidenta de Brasil, Dilma Rousseff, y por la ministra de cultura de aquel país, Marta Suplicy.

## Filmografía

### Televisión
- 2013 - Amor à Vida... Herbert Marques
- 2012 - Gabriela... Jesuíno Mendonça
- 2011 - Insensato corazón... Humberto Brandao
- 2010 - Na forma da ley... Dr Mourao
- 2008 - Tres Irmas .... Augusto Pinheiro / Lázaro
- 2007 - Duas caras .... Francisco Macieira
- 2007 - Amazonia, de Gálvez a Chico Mendes (miniserie) .... Luis Gálvez Rodríguez de Arias
- 2006 - JK (miniserie) .... Juscelino Kubitschek
- 2004 - Señora del destino .... Giovanni Improtta
- 2002 - Desejos de Mulher .... Ariel Britz
- 2002 - O Quinto dos Infernos (miniserie) .... Marqués de Marialva (adulto)
- 2001 - Um Anjo Caiu do Céu .... Tarso
- 2000 - A Muralha (miniserie) .... Don Diego
- 1999 - Suave veneno .... Waldomiro Cerqueira
- 1996 - Salsa y Merengue .... Urbano
- 1996 - Anjo de Mim .... Bianor
- 1996 - El Fin del Mundo .... Tião Socó
- 1995 - La próxima víctima .... Marcelo Rossi
- 1993 - Fera Ferida .... Demóstenes Maçaranduba de Pinho
- 1993 - Agosto (miniserie) .... Pedro Lomagno
- 1993 - Renascer .... Belarmino (primera fase)
- 1992 - Años Rebeldes (miniserie) .... Fábio Andrade Brito
- 1990 - Mico Preto .... Frederico
- 1989 - El Salvador de la Pátria .... João Matos
- 1987 - Carmem .... Camilo
- 1987 - Corpo Santo .... Ulisses Queiroz
- 1985 - Roque Santeiro .... Luis Roque Duarte, o Roque Santeiro
- 1984 - Transas e Caretas .... Tiago
- 1983 - Bandidos da Falange (minissérie) .... Tito Lívio
- 1983 - Fiebre amarilla.... Javier Torre
- 1981 - Los crápulas
- 1982 - Final Feliz .... Rodrigo
- 1982 - Fiebre amarilla
- 1981 - Brilhante .... Oswaldo / Sidney
- 1980 - Plumas e Paetês .... Renato / Paulo
- 1976 - Anjo Mau .... Rodrigo
- 1975 - Gabriela .... Mundinho Falcão
- 1974 - Corrida do Ouro .... Fábio
- 1973 - Os Ossos do Barão .... Martinho Ghirotto
- 1973 - Cavalo de Aço .... Atílio
- 1972 - O Bofe .... Bandeira
- 1971 - Bandeira 2 .... Zelito

### Cine
- A falecida (1965)
- A vida provisória (1968)
- Estranho triângulo (1970)
- Os inconfidentes (1971)
- Deliciosas traições de amor (1973)
- Amor e medo (1974)
- Ana, a libertina (1975)
- O casal (1975)
- Xica da Silva (1976)
- Confissões de uma viúva moça (1976)
- Doña Flor y sus dos maridos (1976)
- Diamante bruto (1977)
- O golpe mais louco do mundo (1978)
- Batalha dos Guararapes (1978)
- Bye Bye Brasil (1979)
- Bonitinha, mas ordinária (1980)
- O rei da vela (1981)
- Fiebre amarilla (1981)
- Los crápulas (1981)
- O bom burguês (1982)
- Fonte da saudade (1985)
- O homem da capa preta (1985)
- Baixo Gávea (1986)
- Bésame mucho (1986)
- Um trem para as estrelas (1987)
- Leila Diniz (1987)
- Doida demais (1989)
- Dias melhores virão (1989)
- Solidão, uma história de amor (1989)
- Medicine Man (1992)
- Pequeno dicionário amoroso (1996)
- For All - O trampolim da vitória (1997)
- Guerra de Canudos (1997)
- Villa-Lobos, Uma Vida de Paixão (2000)
- Dead in the Water (O Mar por Testemunha, 2002)
- O homem do ano (2003)
- Maria - Mãe do filho de Deus (2003)
- El sexo lo cambia todo (2004)
- Onde anda você (2004)
- Redentor (2004)
- The Hitchhiker's Guide to the Galaxy (2005)
- O Maior Amor do Mundo (2006)
- Canta Maria (2006)
- Sexo com amor? (2008)
- Embarque Imediato (2009)
- O Bem-Amado (2010)
- Elvis & Madona (2010)
- Mundo Invisível (2011)
- A Hora e a Vez de Augusto Matraga (2011)
- Giovanni Improtta (2013)
- Isolados (2014)
- O Duelo (2015)

### Como director
- 1987 - Carmem
- 1983 - Loco Amor
- 1984 - Transas y Caretas